# 東アジア天文台
東アジア天文台 (East Asian Observatory) は、東アジア地域内で天文学の共同プロジェクトを推進することを目的に設立された国際協力研究機関である。2014年9月、東アジア中核天文台連合 (EACOA) に参加していた国立天文台 (NAOJ、日本)、中央研究院天文及天文物理研究所 (ASIAA、台湾)、中国科学院国家天文台 (NAOC、中国)、韓国天文研究院 (KASI、韓国) が中核となってハワイ州に設立された。

## 概要
2013年にイギリスがハワイ州マウナケア山頂のサブミリ波電波望遠鏡「ジェームズ・クラーク・マクスウェル望遠鏡 (JCMT) 」の運用を終了すると正式に発表した際、東アジア地域でこのこの望遠鏡の運用を引き継ぎたいという希望がNAOC、KASIから出された。NAOJ、ASIAAを含めた4天文台が合意し、2014年9月にハワイに現地法人を設立し、JCMTを運用していた合同天文センター (JAC) から引き継ぐこととなった。
2015年3月からJACより引き継いでJCMTを運用している他、ハワイ大学との合意によりイギリス赤外線望遠鏡 (UKIRT) への工学及びITのサポートを提供している。

## 参加機関
以下の機関が資金提供している。

### 設立メンバー
- 国立天文台（日本）
- 中国科学院国家天文台（中国）
- 中央研究院天文及天文物理研究所（台湾）
- 韓国天文研究院（韓国）

### オブザーバー
- ベトナム国家大学ホーチミン市校（ベトナム）
- タイ国立天文学研究所（タイ）
- マラヤ大学（マレーシア）
- バンドン工科大学（インドネシア）

## 主な天体観測施設
- ジェームズ・クラーク・マクスウェル望遠鏡 (JCMT) - 口径15mのミリ波・サブミリ波電波望遠鏡

## 研究成果
- 国際共同プロジェクト「イベント・ホライズン・テレスコープ」の参加機関として、史上初めてブラックホールの撮像に成功[4]。